# Chironex fleckeri
Chironex fleckeri (Viespea de mare) este o specie de meduză veninoasă ce face parte din clasa Cubozoa, ea este spaima ștrandurilor din mările tropicale. Contra viespii de mare Australia a construit îngrădituri cu scopul de a proteja ștrandul contra meduzei.

## Caractere morfologice, mod de viață
Viespea de mare, are organe prevăzute cu pigmenți fotosensibili cu care animalul poate vedea. Sistemul nervos cu toate că este puțin dezvoltat, organele văzului sunt legate direct de centri nervoși izolați, care reacționează la impulsurile sosite de organele văzului. Spre deosebire de alte meduze, viespea de mare are circa 60 de tentacule, care pot atinge 3 m lungime. Fiecare tentacul are ca. 5.000 de nematocite, ale căror firișoare reacționează la excitații mecanice, și după ce străpung pielea, injectează un venin foarte toxic în corpul victimei. Pe pielea victimei va rămâne o urmă scalariformă ca de arsură. Viespea de mare este considerat cel mai veninos animal din lume. Veninul este o otravă neurotoxică care paralizează mușchii cardiaci, scheletici și respirația. Toxicul din punct de vedere chimic este compus din molecule de peptide, histamină, serotonină și prostaglandine. Dacă nu se intervine medical imediat cu un antidot, moartea survine în câteva minute. Anual mor un număr mare de oameni din cauza ei.

## Istoric
Cu toate că toxicul meduzei este foarte puternic, ea a fost descoperită de Ronald Southcott, abia în anul 1948. Până atunci se cunoștea numai galera portugheză (Physalia physalis), care este de asemenea o meduză veninoasă. Descrierea și denumirea ei actuală de "Chironex fleckeri", a fost făcută în anul 1955.

## Literatură
- Volker Storch und Ulrich Welsch: Kükenthals Leitfaden für das Zoologische Praktikum. 496 S., 24. neu bearbeitete Auflage, Spektrum Akademischer Verlag.
- Marymegan Daly, Mercer R. Brugler, Paulyn Cartwright, Allen G. Collin, Michael N. Dawson, Daphne G. Fautin, Scott C. France, Catherine S. McFadden, Dennis M. Opresko, Estefania Rodriguez, Sandra L. Romano & Joel L. Stake: The phylum Cnidaria: A review of phylogenetic patterns and diversity 300 years after Linnaeus. Zootaka, 1668: 127–182, Wellington 2007 ISSN 1175-5326 Abstract - PDF